# 2026-os labdarúgó-világbajnokság
A 2026-os labdarúgó-világbajnokság a 23. világbajnokság lesz, melyet 2026-ban az Egyesült Államok, Kanada és Mexikó közösen rendez, 16 városban. Az Egyesült Államokban 60 mérkőzést fognak tartani, míg a szomszédos Kanadában és Mexikóban pedig tízet-tízet. A tornán 48 csapat vesz részt, első alkalommal a világbajnokságok történetében. Ez lesz az első világbajnokság, amelyet három ország rendez együtt. Argentína a címvédő, miután a 2022-es döntőben legyőzték Franciaországot.
A United 2026 pályázat Marokkót győzte le az utolsó körben a 68. FIFA Kongresszuson, Moszkvában. 2002 óta ez lesz az első világbajnokság, amelyet több, mint egy ország rendez. Mexikó lesz az első ország, ami háromszor rendezte meg a férfi világbajnokságot, miután szervezők voltak 1970-ben és 1986-ban is. Az Egyesült Államok 1994-ben volt legutóbb rendezője a világbajnokságnak, míg Kanadában ez lesz az első. A világbajnokság ezen a tornán fog visszatérni megszokott, nyári időpontjára, miután a 2022-es kiírást novemberben és decemberben tartották.

## Formátum
2013 októberében Michel Platini az UEFA elnökeként azt javasolta, hogy 40 csapatra bővítsék a világbajnokságot, amelyet Gianni Infantino ismét napirendre hozott 2016-ban. Négyféleképpen tervezték a kivitelezést:
- 40 csapat (5 csapat, 8 csoportban) – 88 mérkőzés
- 40 csapat (4 csapat, 10 csoportban) – 76 mérkőzés
- 48 csapat (32 csapatos rájátszás) – 80 mérkőzés
- 48 csapat (3 csapat, 16 csoportban) – 80 mérkőzés

2017. január 10-én a FIFA a negyedik opció mellett döntött. Tizenhat csoporttal fog indulni a 2026-os világbajnokság, amely csoportokban mind 3 csapat van és az első két helyezett jut tovább, a 32 csapatos kieséses szakaszba. Összesen 64 mérkőzés helyett 80-at fognak játszani a csapatok, de a döntőbe jutó csapatok továbbra is összesen 7 meccsen fognak részt venni. Minden csapat eggyel kevesebb mérkőzést fog játszani a csoportkörben és eggyel többet a kieséses szakaszban. A 32 csapatos tornához hasonlóan ezt is 32 nap alatt fogják lejátszani.
Korábban felvetődött a 16 csoportos formátum, amely szerint tizenkét négy csapatos csoport vagy két 24 csapatos részre osztott, hat, négy csapatos csoport is lehetett volna (lényegében visszatérne az 1992 és az 1994 közötti formátumra). Ezt azt követően vetették fel, hogy fennállt a csalás veszélye az utolsó csoportmérkőzéseken, hiszen a három csapatos csoportokban azokat nem egy időben játszanák. Így a játszott meccsek száma 64 helyett 104 lenne, a döntőbe jutó csapatok hét helyett nyolcat játszanának. Ez a plusz egy kieséses mérkőzésnek lenne köszönhető.
2023. március 14-én jelentette be a FIFA, hogy a tizenkét négycsapatos csoport mellett döntött, hivatalosan is elvetve a háromcsapatos csoportok ötletét. Összesen 104 mérkőzésre kerül sor. A csoportokból az első kettő, valamint a nyolc legjobb harmadik jut tovább a legjobb 32 közé, ahonnan egyenes kieséses rendszerben folytatódik a torna. A döntők résztvevői nyolc mérkőzést fognak játszani a korábbi hét helyett.

### Fogadtatás
A világbajnokság kibővítését ellenezte a Európai Klubszövetség, a Liga Nacional de Fútbol Profesional elnöke, Javier Tebas, illetve a német válogatott korábbi szövetségi kapitánya Joachim Löw. A fő problémájuk az volt, hogy már így is nagyon sok mérkőzést játszanak a játékosok és a bővítés csökkentené a mérkőzések minőségét. Ezek mellett politikailag is motivált volt a lépés, hiszen Gianni Infantino megválasztását azzal nyerte el, hogy megígérte, hogy több ország fog helyet kapni a világbajnokságon.
Ezek mellett a Journal of Sports Analytics folyóirat kritizálta a három csapatos csoportokat, hiszen így a csapatok csalhatnának utolsó mérkőzéseiken, hogy bizonyos válogatottak juthassanak tovább. Erre már esett példa korábbi világbajnokságokon, mint az 1982-es gijón szégyene becenevű mérkőzés.
Erre válaszként a FIFA CTO-ja, Marco van Basten kijelentette, hogy a döntetlenek megakadályozása a csoportkörben büntetőpárbajok segítségével történhetne. Ugyan ez részben megakadályozná a csalásokat, egy csapat ettől függetlenül tudatosan elveszíthetne egy büntetőpárbajt, hogy kiejtsen egy rivális válogatottat.
A csalásokról beszélve a FIFA alelnöke és a CONCACAF elnöke, Victor Montagliani azt mondta 2022 áprilisában, hogy a FIFA még nem vetette el annak a lehetőségét, hogy 12 négy csapatos csoport legyen a tornán.

## Rendező kiválasztása

### Pályázatok
A FIFA Tanács 2013 és 2017 között több megbeszélést is tartott arról, hogy megtartsák-e azt a rendszert, ami szerint egy szövetség tagjai nem rendezhetnek tizenkét évig világbajnokságot (azaz két torna különbséggel), azt követően, hogy az egyik tag házigazda volt. A FIFA Tanács tett egy olyan kivételt, hogy ha egyik pályázat se felel meg a kitételeknek, akkor rendezhetné a világbajnokságot az a szövetség, ahol a kettővel korábbi tornát tartották. 2017 márciusában Gianni Infantino a következőt nyilatkozta „Európa (UEFA) és Ázsia (AFC) nem pályázhatnak azt követően, hogy Oroszországot és Katart kiválasztottuk 2018-ra és 2022-re.” Ennek következtében a világbajnokságot a következő szövetségek tagországainak egyikében tarthatnák: CONCACAF (Észak-Amerika; legutóbb 1994-ben), CAF (Afrika; legutóbb 2010-ben), CONMEBOL (Dél-Amerika; legutóbb 2014-ben) vagy OFC (Óceánia, még soha nem rendezett világbajnokságot).
A világbajnokság közös rendezése, amit a 2002-es világbajnokság után betiltott a FIFA, ismét engedélyezve volt a 2026-os pályázatra. A pályázó országok száma nem volt korlátozva, hanem pályázatonként volt kiértékelve. 2022 márciusában a Liga MX elnöke, Mikel Arriola azt nyilatkozta, hogy, ha a szövetség nem reagált gyorsan a Querétaro–Atlas lázadásokra az egyik mérkőzésen, akkor veszélybe kerülhet részvételük a pályázatban.
Kanada, Mexikó és az Egyesült Államok külön is tervezett pályázni, de 2017. április 17-én bejelentették a United-pályázatot.

#### Beadott pályázatok
- Mexikó/ Kanada/ USA

A Mexikói labdarúgó-szövetség 2012 szeptemberében jelentette be, hogy harmadszorra is világbajnokságot rendezne, a Kanadai labdarúgó-szövetség 2014 januárjában jelentette be, hogy pályázna (Kanada 2015-ben női világbajnokságot már rendezett), végül a két ország az Egyesült Államokkal együtt közös pályázatot nyújtott be.
- Marokkó

A Marokkói labdarúgó-szövetség 2017 augusztusában hozta nyilvánosságra, hogy jelentkezett a világbajnokság megrendezésére. Marokkó korábban pályázott az 1994-es, az 1998-as, a 2006-os és a 2010-es vb rendezésre.

### Szavazás
| Szavazhatott                       | Nem szavazhatott               |
| ---------------------------------- | ------------------------------ |
| A United 2026 pályázatra szavazott | Kanada–Mexikó–Egyesült Államok |
| Marokkói pályázatra szavazott      | Marokkó                        |
| Egyik se                           | FIFA-szankció                  |
| Nem szavazott                      | Nem tagja a FIFA-nak           |

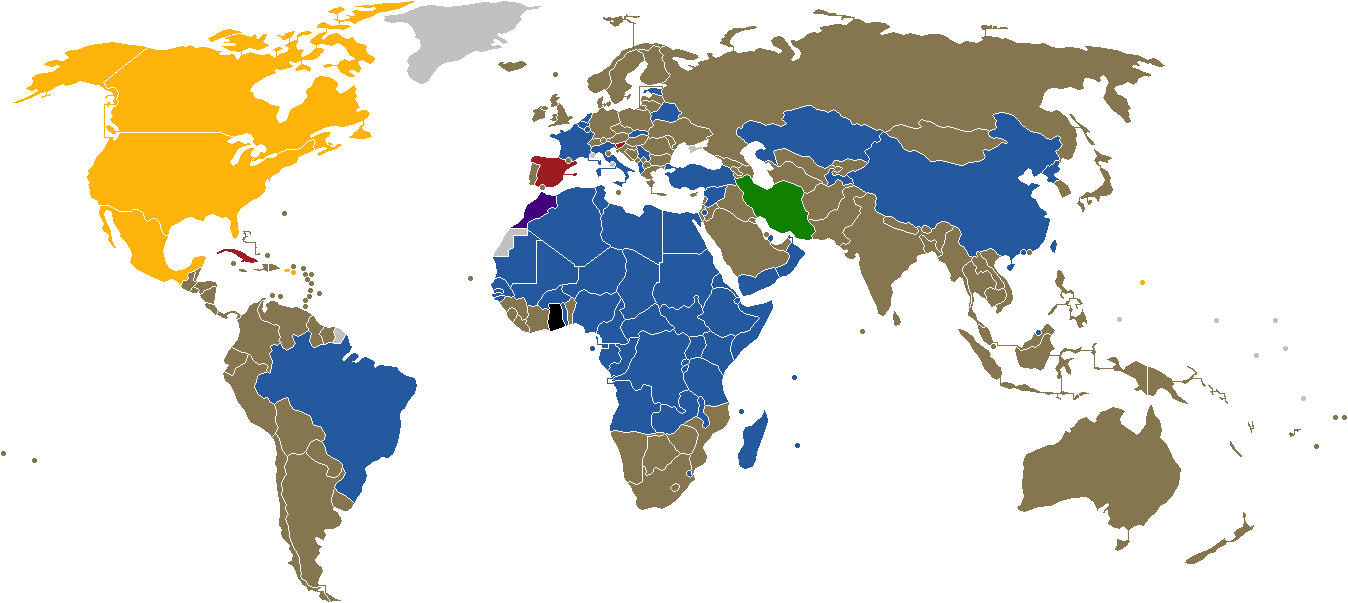
Szavazási eredmények:

A szavazás 2018. június 13-án történt a FIFA éves kongresszusán, Moszkvában. A United 2026 pályázat nyert, 134 szavazatot megszerezve, míg a marokkói 65-öt kapott. Irán úgy döntött, hogy az „egyik se” opcióra szavaz, míg Kuba, Spanyolország és Szlovénia nem szavazott. Kanada ezzel az ötödik ország lett, amely férfi és női világbajnokságot is rendezett (az utóbbit 2015-ben), Mexikó lett az első, amely három világbajnokságot is rendezett (1970, 1986) és az Egyesült Államok lett az első, amely a férfi és női tornát is legalább kétszer megrendezte (1994-ben a férfit és 1999-ben, illetve 2003-ban a nőit).
| Nemzet                           | Szavazás     |
| Nemzet                           | Első forduló |
| -------------------------------- | ------------ |
| Kanada, Egyesült Államok, Mexikó | 134          |
| Marokkó                          | 65           |
| Egyik se                         | 1            |
| Nem szavazott                    | 3            |
| Összes szavazat                  | 200          |

## Helyszínek
A pályázat beadásának idején hivatalosan 41 várost javasoltak, 43 létező és két építkezés alatt álló stadionnal (három stadion és három város Mexikóban, kilenc stadion és hét város Kanadában, illetve 38 stadion és 34 város az Egyesült Államokban). Az első fordulóban eltávolítottak kilenc stadiont kilenc városban, majd a másodikban kilenc helyszínt hat városban. Ezek mellett el kellett távolítani három várost (Chicago, Minneapolis és Vancouver), mert a FIFA nem volt hajlandó egyeztetni pénzügyi befektetésekről az adott helyszíneken. Így az első két forduló után 23 város és 24 stadion maradt. Miután Montréal 2021 júliusában visszalépett, Vancouver ismét jelölt lett 2022 áprilisában. Ezzel összesen 24 stadion maradt, mind külön városban vagy régióban.
Ugyan vannak labdarúgásra kialakított stadionok Kanadában és az Egyesült Államokban is, a legnagyobb a Nashville-ben található Geodis Park, aminek befogadóképessége mindössze 30 ezer fő, ami 10 ezerrel kevesebb, mint a FIFA által előírt minimum (Toronto stadionja, ami egy harmincezres MLS-stadion, 45 ezer főre lesz bővítve a világbajnokságra). Ennek ellenére több stadiont is, mint a Mercedes-Benz Stadion (Atlanta) és a Lumen Field (Seattle) is használnak MLS és NFL csapatok is. Ugyan főleg amerikai futballra használják ezeket a stadionokat és a kanadai helyszínek a kanadai amerikai futball-ligának adnak otthon, mindet használták már labdarúgó-mérkőzésekre is.
2022. június 16-án a FIFA bejelentette a hivatalos házigazda-városokat, amiket három földrajzi régióra bontottak: Vancouver, Seattle, San Francisco, Los Angeles és Guadalajara a nyugati csoportban, Kansas City, Dallas, Houston, Atlanta, Monterrey és Mexikóváros a központi csoportban és Toronto, Boston, New York, Philadelphia és Miami a keleti csoportban (kettő Kanadában, három Mexikóban és tizenegy az Egyesült Államokban).
Mexikóváros az egyetlen főváros, ahol tartanak mérkőzést, miután Ottawa és Washington nem kapott rendezési jogot. Ezzel azon kevés fővárosok egyikei lettek, Bonn (Nyugat-Németország, 1974) és Tokió (Japán, 2002) után, akik nem rendeznek mérkőzést a világbajnokságukon. Washington jelölt volt, de egyesítette pályázatát Baltimore-ral a FedEx Field rossz állapotának következtében. Más városok, akik végül nem kaptak rendezési jogot: Cincinnati, Denver, Nashville, Orlando és Edmonton. Ottawa jelölt stadionja, a TD Place Stadion kiesett alacsony befogadóképessége miatt. Az 1994-es amerikai világbajnokságon használt stadionok egyike se helyszín 2026-ban, míg az Azteca az egyetlen, amit használtak az 1970-es és 1986-os mexikóin.
| Mexikóváros                                                                  | New York/New Jersey | Dallas | Kansas City | Houston                                                                    |
| ---------------------------------------------------------------------------- | --- | --- | --- | -------------------------------------------------------------------------- |
| Estadio Azteca                                                               | MetLife Stadion (New Meadowlands Stadion néven) (East Rutherford, New Jersey) | AT&T Stadion (Dallas Metro Stadion néven) (Arlington, Texas) | Arrowhead Stadion | NRG Stadion (Houston Stadion néven)                                        |
| Férőhely: 87 523                                                             | Férőhely: 82 500 (Pályázaton szereplő kapacitás: 87 157) | Férőhely: 80 000 (Pályázaton szereplő kapacitás: 92 967) (Bővíthető: 105 000) | Férőhely: 76 416 (Pályázaton szereplő kapacitás: 76 640) | Férőhely: 72 220                                                           |
|                                                                              | | | |                                                                            |
| Atlanta                                                                      | Estadio Azteca Estadio BBVA Estadio Akron MetLife Stadion AT&T Stadion Arrowhead Stadion NRG Stadion Mercedes-Benz Stadion SoFi Stadion Lincoln Field Lumen Field Levi’s Stadion Gillette Stadion Hard Rock Stadion BC Place Stadion BMO Field | Estadio Azteca Estadio BBVA Estadio Akron MetLife Stadion AT&T Stadion Arrowhead Stadion NRG Stadion Mercedes-Benz Stadion SoFi Stadion Lincoln Field Lumen Field Levi’s Stadion Gillette Stadion Hard Rock Stadion BC Place Stadion BMO Field | Estadio Azteca Estadio BBVA Estadio Akron MetLife Stadion AT&T Stadion Arrowhead Stadion NRG Stadion Mercedes-Benz Stadion SoFi Stadion Lincoln Field Lumen Field Levi’s Stadion Gillette Stadion Hard Rock Stadion BC Place Stadion BMO Field | Los Angeles                                                                |
| Mercedes-Benz Stadion (Atlanta Stadion néven)                                | Estadio Azteca Estadio BBVA Estadio Akron MetLife Stadion AT&T Stadion Arrowhead Stadion NRG Stadion Mercedes-Benz Stadion SoFi Stadion Lincoln Field Lumen Field Levi’s Stadion Gillette Stadion Hard Rock Stadion BC Place Stadion BMO Field | Estadio Azteca Estadio BBVA Estadio Akron MetLife Stadion AT&T Stadion Arrowhead Stadion NRG Stadion Mercedes-Benz Stadion SoFi Stadion Lincoln Field Lumen Field Levi’s Stadion Gillette Stadion Hard Rock Stadion BC Place Stadion BMO Field | Estadio Azteca Estadio BBVA Estadio Akron MetLife Stadion AT&T Stadion Arrowhead Stadion NRG Stadion Mercedes-Benz Stadion SoFi Stadion Lincoln Field Lumen Field Levi’s Stadion Gillette Stadion Hard Rock Stadion BC Place Stadion BMO Field | SoFi Stadion (Los Angeles–Inglewood Stadion néven) (Inglewood, Kalifornia) |
| Férőhely: 71 000 (Pályázaton szereplő kapacitás: 75 000) (bővíthető: 83 000) | Estadio Azteca Estadio BBVA Estadio Akron MetLife Stadion AT&T Stadion Arrowhead Stadion NRG Stadion Mercedes-Benz Stadion SoFi Stadion Lincoln Field Lumen Field Levi’s Stadion Gillette Stadion Hard Rock Stadion BC Place Stadion BMO Field | Estadio Azteca Estadio BBVA Estadio Akron MetLife Stadion AT&T Stadion Arrowhead Stadion NRG Stadion Mercedes-Benz Stadion SoFi Stadion Lincoln Field Lumen Field Levi’s Stadion Gillette Stadion Hard Rock Stadion BC Place Stadion BMO Field | Estadio Azteca Estadio BBVA Estadio Akron MetLife Stadion AT&T Stadion Arrowhead Stadion NRG Stadion Mercedes-Benz Stadion SoFi Stadion Lincoln Field Lumen Field Levi’s Stadion Gillette Stadion Hard Rock Stadion BC Place Stadion BMO Field | Férőhely: 70 240 (Bővíthető: 100 240)                                      |
|                                                                              | Estadio Azteca Estadio BBVA Estadio Akron MetLife Stadion AT&T Stadion Arrowhead Stadion NRG Stadion Mercedes-Benz Stadion SoFi Stadion Lincoln Field Lumen Field Levi’s Stadion Gillette Stadion Hard Rock Stadion BC Place Stadion BMO Field | Estadio Azteca Estadio BBVA Estadio Akron MetLife Stadion AT&T Stadion Arrowhead Stadion NRG Stadion Mercedes-Benz Stadion SoFi Stadion Lincoln Field Lumen Field Levi’s Stadion Gillette Stadion Hard Rock Stadion BC Place Stadion BMO Field | Estadio Azteca Estadio BBVA Estadio Akron MetLife Stadion AT&T Stadion Arrowhead Stadion NRG Stadion Mercedes-Benz Stadion SoFi Stadion Lincoln Field Lumen Field Levi’s Stadion Gillette Stadion Hard Rock Stadion BC Place Stadion BMO Field |                                                                            |
| Philadelphia                                                                 | Estadio Azteca Estadio BBVA Estadio Akron MetLife Stadion AT&T Stadion Arrowhead Stadion NRG Stadion Mercedes-Benz Stadion SoFi Stadion Lincoln Field Lumen Field Levi’s Stadion Gillette Stadion Hard Rock Stadion BC Place Stadion BMO Field | Estadio Azteca Estadio BBVA Estadio Akron MetLife Stadion AT&T Stadion Arrowhead Stadion NRG Stadion Mercedes-Benz Stadion SoFi Stadion Lincoln Field Lumen Field Levi’s Stadion Gillette Stadion Hard Rock Stadion BC Place Stadion BMO Field | Estadio Azteca Estadio BBVA Estadio Akron MetLife Stadion AT&T Stadion Arrowhead Stadion NRG Stadion Mercedes-Benz Stadion SoFi Stadion Lincoln Field Lumen Field Levi’s Stadion Gillette Stadion Hard Rock Stadion BC Place Stadion BMO Field | Seattle                                                                    |
| Lincoln Financial Field (Philadelphia Stadion néven)                         | Estadio Azteca Estadio BBVA Estadio Akron MetLife Stadion AT&T Stadion Arrowhead Stadion NRG Stadion Mercedes-Benz Stadion SoFi Stadion Lincoln Field Lumen Field Levi’s Stadion Gillette Stadion Hard Rock Stadion BC Place Stadion BMO Field | Estadio Azteca Estadio BBVA Estadio Akron MetLife Stadion AT&T Stadion Arrowhead Stadion NRG Stadion Mercedes-Benz Stadion SoFi Stadion Lincoln Field Lumen Field Levi’s Stadion Gillette Stadion Hard Rock Stadion BC Place Stadion BMO Field | Estadio Azteca Estadio BBVA Estadio Akron MetLife Stadion AT&T Stadion Arrowhead Stadion NRG Stadion Mercedes-Benz Stadion SoFi Stadion Lincoln Field Lumen Field Levi’s Stadion Gillette Stadion Hard Rock Stadion BC Place Stadion BMO Field | Lumen Field (SoDo Field néven)                                             |
| Férőhely: 69 796 (Pályázaton szereplő kapacitás: 69 328)                     | Estadio Azteca Estadio BBVA Estadio Akron MetLife Stadion AT&T Stadion Arrowhead Stadion NRG Stadion Mercedes-Benz Stadion SoFi Stadion Lincoln Field Lumen Field Levi’s Stadion Gillette Stadion Hard Rock Stadion BC Place Stadion BMO Field | Estadio Azteca Estadio BBVA Estadio Akron MetLife Stadion AT&T Stadion Arrowhead Stadion NRG Stadion Mercedes-Benz Stadion SoFi Stadion Lincoln Field Lumen Field Levi’s Stadion Gillette Stadion Hard Rock Stadion BC Place Stadion BMO Field | Estadio Azteca Estadio BBVA Estadio Akron MetLife Stadion AT&T Stadion Arrowhead Stadion NRG Stadion Mercedes-Benz Stadion SoFi Stadion Lincoln Field Lumen Field Levi’s Stadion Gillette Stadion Hard Rock Stadion BC Place Stadion BMO Field | Férőhely: 69 000 (Bővíthető: 72 000)                                       |
|                                                                              | Estadio Azteca Estadio BBVA Estadio Akron MetLife Stadion AT&T Stadion Arrowhead Stadion NRG Stadion Mercedes-Benz Stadion SoFi Stadion Lincoln Field Lumen Field Levi’s Stadion Gillette Stadion Hard Rock Stadion BC Place Stadion BMO Field | Estadio Azteca Estadio BBVA Estadio Akron MetLife Stadion AT&T Stadion Arrowhead Stadion NRG Stadion Mercedes-Benz Stadion SoFi Stadion Lincoln Field Lumen Field Levi’s Stadion Gillette Stadion Hard Rock Stadion BC Place Stadion BMO Field | Estadio Azteca Estadio BBVA Estadio Akron MetLife Stadion AT&T Stadion Arrowhead Stadion NRG Stadion Mercedes-Benz Stadion SoFi Stadion Lincoln Field Lumen Field Levi’s Stadion Gillette Stadion Hard Rock Stadion BC Place Stadion BMO Field |                                                                            |
| San Francisco Bay Area                                                       | Estadio Azteca Estadio BBVA Estadio Akron MetLife Stadion AT&T Stadion Arrowhead Stadion NRG Stadion Mercedes-Benz Stadion SoFi Stadion Lincoln Field Lumen Field Levi’s Stadion Gillette Stadion Hard Rock Stadion BC Place Stadion BMO Field | Estadio Azteca Estadio BBVA Estadio Akron MetLife Stadion AT&T Stadion Arrowhead Stadion NRG Stadion Mercedes-Benz Stadion SoFi Stadion Lincoln Field Lumen Field Levi’s Stadion Gillette Stadion Hard Rock Stadion BC Place Stadion BMO Field | Estadio Azteca Estadio BBVA Estadio Akron MetLife Stadion AT&T Stadion Arrowhead Stadion NRG Stadion Mercedes-Benz Stadion SoFi Stadion Lincoln Field Lumen Field Levi’s Stadion Gillette Stadion Hard Rock Stadion BC Place Stadion BMO Field | Boston                                                                     |
| Levi’s Stadion (Bay Area Stadion néven) (Santa Clara, California)            | Estadio Azteca Estadio BBVA Estadio Akron MetLife Stadion AT&T Stadion Arrowhead Stadion NRG Stadion Mercedes-Benz Stadion SoFi Stadion Lincoln Field Lumen Field Levi’s Stadion Gillette Stadion Hard Rock Stadion BC Place Stadion BMO Field | Estadio Azteca Estadio BBVA Estadio Akron MetLife Stadion AT&T Stadion Arrowhead Stadion NRG Stadion Mercedes-Benz Stadion SoFi Stadion Lincoln Field Lumen Field Levi’s Stadion Gillette Stadion Hard Rock Stadion BC Place Stadion BMO Field | Estadio Azteca Estadio BBVA Estadio Akron MetLife Stadion AT&T Stadion Arrowhead Stadion NRG Stadion Mercedes-Benz Stadion SoFi Stadion Lincoln Field Lumen Field Levi’s Stadion Gillette Stadion Hard Rock Stadion BC Place Stadion BMO Field | Gillette Stadion (New Foxboro Stadion néven) (Foxborough, Massachusetts)   |
| Férőhely: 68 500 (Pályázaton szereplő kapacitás: 70 909) (Bővíthető: 75 000) | Estadio Azteca Estadio BBVA Estadio Akron MetLife Stadion AT&T Stadion Arrowhead Stadion NRG Stadion Mercedes-Benz Stadion SoFi Stadion Lincoln Field Lumen Field Levi’s Stadion Gillette Stadion Hard Rock Stadion BC Place Stadion BMO Field | Estadio Azteca Estadio BBVA Estadio Akron MetLife Stadion AT&T Stadion Arrowhead Stadion NRG Stadion Mercedes-Benz Stadion SoFi Stadion Lincoln Field Lumen Field Levi’s Stadion Gillette Stadion Hard Rock Stadion BC Place Stadion BMO Field | Estadio Azteca Estadio BBVA Estadio Akron MetLife Stadion AT&T Stadion Arrowhead Stadion NRG Stadion Mercedes-Benz Stadion SoFi Stadion Lincoln Field Lumen Field Levi’s Stadion Gillette Stadion Hard Rock Stadion BC Place Stadion BMO Field | Férőhely: 65 878 (Pályázaton szereplő kapacitás: 70 000)                   |
|                                                                              | Estadio Azteca Estadio BBVA Estadio Akron MetLife Stadion AT&T Stadion Arrowhead Stadion NRG Stadion Mercedes-Benz Stadion SoFi Stadion Lincoln Field Lumen Field Levi’s Stadion Gillette Stadion Hard Rock Stadion BC Place Stadion BMO Field | Estadio Azteca Estadio BBVA Estadio Akron MetLife Stadion AT&T Stadion Arrowhead Stadion NRG Stadion Mercedes-Benz Stadion SoFi Stadion Lincoln Field Lumen Field Levi’s Stadion Gillette Stadion Hard Rock Stadion BC Place Stadion BMO Field | Estadio Azteca Estadio BBVA Estadio Akron MetLife Stadion AT&T Stadion Arrowhead Stadion NRG Stadion Mercedes-Benz Stadion SoFi Stadion Lincoln Field Lumen Field Levi’s Stadion Gillette Stadion Hard Rock Stadion BC Place Stadion BMO Field |                                                                            |
| Miami                                                                        | Vancouver | Monterrey | Guadalajara | Toronto                                                                    |
| Hard Rock Stadion (Miami Gardens Stadion néven) (Miami Gardens, Florida)     | BC Place Stadion | Estadio BBVA (Estadio de Nueva Leon néven)[forrás?] (Guadalupe, Új-León) | Estadio Akron (Estadio de Jalisco néven)[forrás?] (Zapopan, Jalisco) | BMO Field (New Exhibition Stadion néven)                                   |
| Férőhely: 64 767 (Pályázaton szereplő kapacitás: 67 518)                     | Férőhely: 54 500 | Férőhely: 53 500 (Pályázaton szereplő kapacitás: 53 460) | Férőhely: 49 850 (Pályázaton szereplő kapacitás: 48 071) | Férőhely: 30 000 (Bővítés a világbajnokságra: 45 500)                      |
|                                                                              | | | |                                                                            |

## Selejtezők
A 2026-os világbajnokság selejtezőinek lebonyolításáról még nem született döntés.
A pályázatban arra számítottak, hogy mindhárom házigazda automatikus résztvevő lesz. 2022. augusztus 31-én, Gianni Infantino FIFA-elnök egy guatemalai útja során megerősítette, hogy CONCACAF konföderációból hat csapat jut ki a világbajnokságra, köztük az Egyesült Államok, Mexikó és Kanada, mint rendezők.

### Kvóták elosztása
2017. március 30-án a FIFA Tanács elnöksége (amely a FIFA elnökéből és a hat konföderáció elnökéből áll) javaslatot tett a 2026-os világbajnokság helyeinek elosztására. Az ajánlást a FIFA Tanács terjesztette elő ratifikálásra. 2017. május 9-én, két nappal a 67. FIFA-kongresszus előtt a FIFA Tanács a bahreini Manámában tartott ülésén jóváhagyta a helyek elosztását. Ez egy hat csapat részvételével zajló interkontinentális rájátszástornát tartalmaz, amely az utolsó két világbajnoki helyről dönt, amely 1⁄3 kvótát jelent.
Az interkontinentális pótselejtezőre az UEFA kivételével minden szövetségből kijut egy-egy, a házigazda konföderációból pedig kettő válogatott. A világranglista szerinti két legjobb csapat fog egy-egy mérkőzést játszani a gyengébb négy ellen, akik előtte megmérkőznek egymással a második fordulóba jutásért. A négy mérkőzéses tornát a házigazda nemzetek egyikében fogják lejátszani. A kvóták elosztása ezek mellett először biztosít helyet az OFC szövetségnek a világbajnokságon, így 2010 óta először minden kontinens képviselve lesz a tornán.
| Konföderáció | FIFA-tagországok száma | Kvóták száma (rendezőkkel együtt) | Százalékos arány   | Kvóták száma a 2022-es vb-re (a rendező kivételével, de a "fél" helyekkel együtt) |
| ------------ | ---------------------- | --------------------------------- | ------------------ | --------------------------------------------------------------------------------- |
| AFC          | 46+1                   | 8+1⁄3                             | 17,4%+0,7%         | 4,5                                                                               |
| CAF          | 54                     | 9+1⁄3                             | 16,7%+0,6%         | 5                                                                                 |
| CONCACAF     | 35                     | 6+1⁄3 (+1⁄3)                      | 17,1%+1,0% (+1,0%) | 3,5                                                                               |
| CONMEBOL     | 10                     | 6+1⁄3                             | 60,0%+3,3%         | 4,5                                                                               |
| OFC          | 11                     | 1+1⁄3                             | 9,1%+3,0%          | 0,5                                                                               |
| UEFA         | 55                     | 16                                | 29,1%              | 13                                                                                |
| Összesen     | 211                    | 48                                | 22,7%              | 31 (+ 1 rendező)                                                                  |

1. ↑  Ausztrália az ázsiai szövetség tagja 2006 óta
2. ↑  Az Északi-Mariana-szigetek részt vesz a világbajnoki selejtezőben, amely egyben a 2027-es Ázsia-kupa selejtezője is.

### Résztvevők
A három rendező, az Egyesült Államok, Kanada és Mexikó automatikusan kijutottak.
A kvalifikáció megszerzésének sorrendjében. A "Világbajnoki részvétel" oszlop már tartalmazza a 2026-os labdarúgó-világbajnokságot is.
| Csapat           | Kvalifikáció módja | Kvalifikáció időpontja | Világbajnoki részvétel | Utolsó részvétel | Legjobb eredmény         |
| ---------------- | ------------------ | ---------------------- | ---------------------- | ---------------- | ------------------------ |
| Egyesült Államok | Rendező            | 2023. február 14.      | 12                     | 2022             | Bronzérmes (1930)        |
| Kanada           | Rendező            | 2023. február 14.      | 3                      | 2022             | Csoportkör (1986, 2022)  |
| Mexikó           | Rendező            | 2023. február 14.      | 18                     | 2022             | Negyeddöntő (1970, 1986) |

Jegyzetek
1. 1 2 3  Ugyan a rendezés jogát 2018. június 13-án kapta meg a pályázat, a FIFA elnöke, Gianni Infantino 2023. február 14-ig nem tette hivatalossá, hogy a házigazdák automatikusan kijutnak a tornára.[50]

## Menetrend
A mérkőzések menetrendjét, valamint a döntő helyszínét, helyi idő szerint 2024. február 4-én, 15 órakor hozták nyilvánosságra Miamiben a Telemundo Centerben. Azonban csak a mérkőzések helyszínét és időpontját jelentették be, a csoportokon belüli menetrendről nem adtak információt. A csoportkör párosításainak helyszínbeosztását, valamint a kezdési időpontokat a csoportkör sorsolását követően fogják meghatározni, így több mérkőzést lehet a globális közönség számára kedvező időpontban megrendezni. Bejelentették, hogy a nyitómérkőzésre 2026. június 11-én Mexikó részvételével kerül sor a mexikóvárosi Estadio Azteca stadionban. Kanada június 12-én játssza első mérkőzését a torontói BMO Field-en, míg az Egyesült Államok szintén június 12-én kezd az inglewoodi SoFi Stadionban. A tervek szerint a csoportkör három mérkőzését mindegyik rendező ország a saját országán belül játssza. A texasi Arlingtonban található AT&T Stadionban lesz a legtöbb mérkőzés a tornán, összesen kilenc. A New Jersey állambeli East Rutherfordban található MetLife Stadium ad otthont a döntőnek július 19-én. Az Egyesült Államok 78 mérkőzésnek ad otthont, a negyeddöntőktől kezdődően az összes mérkőzést itt játsszák. Kanadában és Mexikóban 13–13 mérkőzés lesz. Az Estadio Akron kivételével a torna minden helyszínén lesz legalább egy kieséses szakaszbeli mérkőzés.

## Csoportkör

### A csoport
| Hely. | Csapat     | M | Gy | D | V | G+ | G– | Gk | P | Továbbjutás                                                             |
| ----- | ---------- | - | -- | - | - | -- | -- | -- | - | ----------------------------------------------------------------------- |
| 1.    | Mexikó (R) | 0 | 0  | 0 | 0 | 0  | 0  | 0  | 0 | Továbbjut az egyenes kieséses szakaszba                                 |
| 2.    | A2         | 0 | 0  | 0 | 0 | 0  | 0  | 0  | 0 | Továbbjut az egyenes kieséses szakaszba                                 |
| 3.    | A3         | 0 | 0  | 0 | 0 | 0  | 0  | 0  | 0 | Lehetséges továbbjutó az egyenes kieséses szakaszba csoportharmadikként |
| 4.    | A4         | 0 | 0  | 0 | 0 | 0  | 0  | 0  | 0 |                                                                         |

| 2026. június 11. |

| Mexikó | 1. mérkőzés | A2 |
| ------ | ----------- | -- |
|        |             |    |

| Estadio Azteca, Mexikóváros |

| 2026. június 11. |

| A3 | 2. mérkőzés | A4 |
| -- | ----------- | -- |
|    |             |    |

| Estadio Akron, Zapopan |

| 2026. június 18. |

| A4 | 25. mérkőzés | A2 |
| -- | ------------ | -- |
|    |              |    |

| Mercedes-Benz Stadion, Atlanta |

| 2026. június 18. |

| Mexikó | 28. mérkőzés | A3 |
| ------ | ------------ | -- |
|        |              |    |

| Estadio Akron, Zapopan |

| 2026. június 24. |

| A4 | 53. mérkőzés | Mexikó |
| -- | ------------ | ------ |
|    |              |        |

| Estadio Azteca, Mexikóváros |

| 2026. június 24. |

| A2 | 54. mérkőzés | A3 |
| -- | ------------ | -- |
|    |              |    |

| Estadio BBVA Bancomer, Guadalupe |

### B csoport
| Hely. | Csapat     | M | Gy | D | V | G+ | G– | Gk | P | Továbbjutás                                                             |
| ----- | ---------- | - | -- | - | - | -- | -- | -- | - | ----------------------------------------------------------------------- |
| 1.    | Kanada (R) | 0 | 0  | 0 | 0 | 0  | 0  | 0  | 0 | Továbbjut az egyenes kieséses szakaszba                                 |
| 2.    | B2         | 0 | 0  | 0 | 0 | 0  | 0  | 0  | 0 | Továbbjut az egyenes kieséses szakaszba                                 |
| 3.    | B3         | 0 | 0  | 0 | 0 | 0  | 0  | 0  | 0 | Lehetséges továbbjutó az egyenes kieséses szakaszba csoportharmadikként |
| 4.    | B4         | 0 | 0  | 0 | 0 | 0  | 0  | 0  | 0 |                                                                         |

| 2026. június 12. |

| Kanada | 3. mérkőzés | B2 |
| ------ | ----------- | -- |
|        |             |    |

| BMO Field, Toronto |

| 2026. június 13. |

| B3 | 8. mérkőzés | B4 |
| -- | ----------- | -- |
|    |             |    |

| Levi’s Stadion, Santa Clara |

| 2026. június 18. |

| B4 | 26. mérkőzés | B2 |
| -- | ------------ | -- |
|    |              |    |

| SoFi Stadion, Inglewood |

| 2026. június 18. |

| Kanada | 27. mérkőzés | B3 |
| ------ | ------------ | -- |
|        |              |    |

| BC Place Stadion, Vancouver |

| 2026. június 24. |

| B4 | 51. mérkőzés | Kanada |
| -- | ------------ | ------ |
|    |              |        |

| BC Place Stadion, Vancouver |

| 2026. június 24. |

| B2 | 52. mérkőzés | B3 |
| -- | ------------ | -- |
|    |              |    |

| Lumen Field, Seattle |

### C csoport
| Hely. | Csapat | M | Gy | D | V | G+ | G– | Gk | P | Továbbjutás                                                             |
| ----- | ------ | - | -- | - | - | -- | -- | -- | - | ----------------------------------------------------------------------- |
| 1.    | C1     | 0 | 0  | 0 | 0 | 0  | 0  | 0  | 0 | Továbbjut az egyenes kieséses szakaszba                                 |
| 2.    | C2     | 0 | 0  | 0 | 0 | 0  | 0  | 0  | 0 | Továbbjut az egyenes kieséses szakaszba                                 |
| 3.    | C3     | 0 | 0  | 0 | 0 | 0  | 0  | 0  | 0 | Lehetséges továbbjutó az egyenes kieséses szakaszba csoportharmadikként |
| 4.    | C4     | 0 | 0  | 0 | 0 | 0  | 0  | 0  | 0 |                                                                         |

| 2026. június 13. |

|  | 5. mérkőzés |  |
|  | ----------- |  |
|  |             |  |

| Gillette Stadion, Foxborough |

| 2026. június 13. |

|  | 7. mérkőzés |  |
|  | ----------- |  |
|  |             |  |

| MetLife Stadium, East Rutherford |

| 2026. június 19. |

|  | 29. mérkőzés |  |
|  | ------------ |  |
|  |              |  |

| Lincoln Financial Field, Philadelphia |

| 2026. június 19. |

|  | 30. mérkőzés |  |
|  | ------------ |  |
|  |              |  |

| Gillette Stadion, Foxborough |

| 2026. június 24. |

|  | 49. mérkőzés |  |
|  | ------------ |  |
|  |              |  |

| Hard Rock Stadion, Miami Gardens |

| 2026. június 24. |

|  | 50. mérkőzés |  |
|  | ------------ |  |
|  |              |  |

| Mercedes-Benz Stadion, Atlanta |

### D csoport
| Hely. | Csapat               | M | Gy | D | V | G+ | G– | Gk | P | Továbbjutás                                                             |
| ----- | -------------------- | - | -- | - | - | -- | -- | -- | - | ----------------------------------------------------------------------- |
| 1.    | Egyesült Államok (R) | 0 | 0  | 0 | 0 | 0  | 0  | 0  | 0 | Továbbjut az egyenes kieséses szakaszba                                 |
| 2.    | D2                   | 0 | 0  | 0 | 0 | 0  | 0  | 0  | 0 | Továbbjut az egyenes kieséses szakaszba                                 |
| 3.    | D3                   | 0 | 0  | 0 | 0 | 0  | 0  | 0  | 0 | Lehetséges továbbjutó az egyenes kieséses szakaszba csoportharmadikként |
| 4.    | D4                   | 0 | 0  | 0 | 0 | 0  | 0  | 0  | 0 |                                                                         |

| 2026. június 12. |

| Egyesült Államok | 4. mérkőzés | D2 |
| ---------------- | ----------- | -- |
|                  |             |    |

| SoFi Stadion, Inglewood |

| 2026. június 13. |

| D3 | 6. mérkőzés | D4 |
| -- | ----------- | -- |
|    |             |    |

| BC Place Stadion, Vancouver |

| 2026. június 19. |

| D4 | 31. mérkőzés | D2 |
| -- | ------------ | -- |
|    |              |    |

| Levi’s Stadion, Santa Clara |

| 2026. június 19. |

| Egyesült Államok | 32. mérkőzés | D3 |
| ---------------- | ------------ | -- |
|                  |              |    |

| Lumen Field, Seattle |

| 2026. június 25. |

| D4 | 59. mérkőzés | Egyesült Államok |
| -- | ------------ | ---------------- |
|    |              |                  |

| SoFi Stadion, Inglewood |

| 2026. június 25. |

| D2 | 60. mérkőzés | D3 |
| -- | ------------ | -- |
|    |              |    |

| Levi’s Stadion, Santa Clara |

### E csoport
| Hely. | Csapat | M | Gy | D | V | G+ | G– | Gk | P |                                                                         |
| ----- | ------ | - | -- | - | - | -- | -- | -- | - | ----------------------------------------------------------------------- |
| 1.    | E1     | 0 | 0  | 0 | 0 | 0  | 0  | 0  | 0 | Továbbjut az egyenes kieséses szakaszba                                 |
| 2.    | E2     | 0 | 0  | 0 | 0 | 0  | 0  | 0  | 0 | Továbbjut az egyenes kieséses szakaszba                                 |
| 3.    | E3     | 0 | 0  | 0 | 0 | 0  | 0  | 0  | 0 | Lehetséges továbbjutó az egyenes kieséses szakaszba csoportharmadikként |
| 4.    | E4     | 0 | 0  | 0 | 0 | 0  | 0  | 0  | 0 |                                                                         |

| 2026. június 14. |

|  | 9. mérkőzés |  |
|  | ----------- |  |
|  |             |  |

| Lincoln Financial Field, Philadelphia |

| 2026. június 14. |

|  | 10. mérkőzés |  |
|  | ------------ |  |
|  |              |  |

| NRG Stadion, Houston |

| 2026. június 20. |

|  | 33. mérkőzés |  |
|  | ------------ |  |
|  |              |  |

| BMO Field, Toronto |

| 2026. június 20. |

|  | 34. mérkőzés |  |
|  | ------------ |  |
|  |              |  |

| Arrowhead Stadion, Kansas City |

| 2026. június 25. |

|  | 55. mérkőzés |  |
|  | ------------ |  |
|  |              |  |

| Lincoln Financial Field, Philadelphia |

| 2026. június 25. |

|  | 56. mérkőzés |  |
|  | ------------ |  |
|  |              |  |

| MetLife Stadium, East Rutherford |

### F csoport
| Hely. | Csapat | M | Gy | D | V | G+ | G– | Gk | P |                                                                         |
| ----- | ------ | - | -- | - | - | -- | -- | -- | - | ----------------------------------------------------------------------- |
| 1.    | F1     | 0 | 0  | 0 | 0 | 0  | 0  | 0  | 0 | Továbbjut az egyenes kieséses szakaszba                                 |
| 2.    | F2     | 0 | 0  | 0 | 0 | 0  | 0  | 0  | 0 | Továbbjut az egyenes kieséses szakaszba                                 |
| 3.    | F3     | 0 | 0  | 0 | 0 | 0  | 0  | 0  | 0 | Lehetséges továbbjutó az egyenes kieséses szakaszba csoportharmadikként |
| 4.    | F4     | 0 | 0  | 0 | 0 | 0  | 0  | 0  | 0 |                                                                         |

| 2026. június 14. |

|  | 11. mérkőzés |  |
|  | ------------ |  |
|  |              |  |

| AT&T Stadion, Arlington |

| 2026. június 14. |

|  | 12. mérkőzés |  |
|  | ------------ |  |
|  |              |  |

| Estadio BBVA Bancomer, Guadalupe |

| 2026. június 20. |

|  | 35. mérkőzés |  |
|  | ------------ |  |
|  |              |  |

| NRG Stadion, Houston |

| 2026. június 20. |

|  | 36. mérkőzés |  |
|  | ------------ |  |
|  |              |  |

| Estadio BBVA Bancomer, Guadalupe |

| 2026. június 25. |

|  | 57. mérkőzés |  |
|  | ------------ |  |
|  |              |  |

| AT&T Stadion, Arlington |

| 2026. június 25. |

|  | 58. mérkőzés |  |
|  | ------------ |  |
|  |              |  |

| Arrowhead Stadion, Kansas City |

### G csoport
| Hely. | Csapat | M | Gy | D | V | G+ | G– | Gk | P |                                                                         |
| ----- | ------ | - | -- | - | - | -- | -- | -- | - | ----------------------------------------------------------------------- |
| 1.    | G1     | 0 | 0  | 0 | 0 | 0  | 0  | 0  | 0 | Továbbjut az egyenes kieséses szakaszba                                 |
| 2.    | G2     | 0 | 0  | 0 | 0 | 0  | 0  | 0  | 0 | Továbbjut az egyenes kieséses szakaszba                                 |
| 3.    | G3     | 0 | 0  | 0 | 0 | 0  | 0  | 0  | 0 | Lehetséges továbbjutó az egyenes kieséses szakaszba csoportharmadikként |
| 4.    | G4     | 0 | 0  | 0 | 0 | 0  | 0  | 0  | 0 |                                                                         |

| 2026. június 15. |

|  | 15. mérkőzés |  |
|  | ------------ |  |
|  |              |  |

| SoFi Stadion, Inglewood |

| 2026. június 15. |

|  | 16. mérkőzés |  |
|  | ------------ |  |
|  |              |  |

| Lumen Field, Seattle |

| 2026. június 21. |

|  | 39. mérkőzés |  |
|  | ------------ |  |
|  |              |  |

| SoFi Stadion, Inglewood |

| 2026. június 21. |

|  | 40. mérkőzés |  |
|  | ------------ |  |
|  |              |  |

| BC Place Stadion, Vancouver |

| 2026. június 26. |

|  | 63. mérkőzés |  |
|  | ------------ |  |
|  |              |  |

| Lumen Field, Seattle |

| 2026. június 26. |

|  | 64. mérkőzés |  |
|  | ------------ |  |
|  |              |  |

| BC Place Stadion, Vancouver |

### H csoport
| Hely. | Csapat | M | Gy | D | V | G+ | G– | Gk | P |                                                                         |
| ----- | ------ | - | -- | - | - | -- | -- | -- | - | ----------------------------------------------------------------------- |
| 1.    | H1     | 0 | 0  | 0 | 0 | 0  | 0  | 0  | 0 | Továbbjut az egyenes kieséses szakaszba                                 |
| 2.    | H2     | 0 | 0  | 0 | 0 | 0  | 0  | 0  | 0 | Továbbjut az egyenes kieséses szakaszba                                 |
| 3.    | H3     | 0 | 0  | 0 | 0 | 0  | 0  | 0  | 0 | Lehetséges továbbjutó az egyenes kieséses szakaszba csoportharmadikként |
| 4.    | H4     | 0 | 0  | 0 | 0 | 0  | 0  | 0  | 0 |                                                                         |

| 2026. június 15. |

|  | 13. mérkőzés |  |
|  | ------------ |  |
|  |              |  |

| Hard Rock Stadion, Miami Gardens |

| 2026. június 15. |

|  | 14. mérkőzés |  |
|  | ------------ |  |
|  |              |  |

| Mercedes-Benz Stadion, Atlanta |

| 2026. június 21. |

|  | 37. mérkőzés |  |
|  | ------------ |  |
|  |              |  |

| Hard Rock Stadion, Miami Gardens |

| 2026. június 21. |

|  | 38. mérkőzés |  |
|  | ------------ |  |
|  |              |  |

| Mercedes-Benz Stadion, Atlanta |

| 2026. június 26. |

|  | 65. mérkőzés |  |
|  | ------------ |  |
|  |              |  |

| NRG Stadion, Houston |

| 2026. június 26. |

|  | 66. mérkőzés |  |
|  | ------------ |  |
|  |              |  |

| Estadio Akron, Zapopan |

### I csoport
| Hely. | Csapat | M | Gy | D | V | G+ | G– | Gk | P |                                                                         |
| ----- | ------ | - | -- | - | - | -- | -- | -- | - | ----------------------------------------------------------------------- |
| 1.    | I1     | 0 | 0  | 0 | 0 | 0  | 0  | 0  | 0 | Továbbjut az egyenes kieséses szakaszba                                 |
| 2.    | I2     | 0 | 0  | 0 | 0 | 0  | 0  | 0  | 0 | Továbbjut az egyenes kieséses szakaszba                                 |
| 3.    | I3     | 0 | 0  | 0 | 0 | 0  | 0  | 0  | 0 | Lehetséges továbbjutó az egyenes kieséses szakaszba csoportharmadikként |
| 4.    | I4     | 0 | 0  | 0 | 0 | 0  | 0  | 0  | 0 |                                                                         |

| 2026. június 16. |

|  | 17. mérkőzés |  |
|  | ------------ |  |
|  |              |  |

| MetLife Stadium, East Rutherford |

| 2026. június 16. |

|  | 18. mérkőzés |  |
|  | ------------ |  |
|  |              |  |

| Gillette Stadion, Foxborough |

| 2026. június 22. |

|  | 41. mérkőzés |  |
|  | ------------ |  |
|  |              |  |

| MetLife Stadium, East Rutherford |

| 2026. június 22. |

|  | 42. mérkőzés |  |
|  | ------------ |  |
|  |              |  |

| Lincoln Financial Field, Philadelphia |

| 2026. június 26. |

|  | 61. mérkőzés |  |
|  | ------------ |  |
|  |              |  |

| Gillette Stadion, Foxborough |

| 2026. június 26. |

|  | 62. mérkőzés |  |
|  | ------------ |  |
|  |              |  |

| BMO Field, Toronto |

### J csoport
| Hely. | Csapat | M | Gy | D | V | G+ | G– | Gk | P |                                                                         |
| ----- | ------ | - | -- | - | - | -- | -- | -- | - | ----------------------------------------------------------------------- |
| 1.    | J1     | 0 | 0  | 0 | 0 | 0  | 0  | 0  | 0 | Továbbjut az egyenes kieséses szakaszba                                 |
| 2.    | J2     | 0 | 0  | 0 | 0 | 0  | 0  | 0  | 0 | Továbbjut az egyenes kieséses szakaszba                                 |
| 3.    | J3     | 0 | 0  | 0 | 0 | 0  | 0  | 0  | 0 | Lehetséges továbbjutó az egyenes kieséses szakaszba csoportharmadikként |
| 4.    | J4     | 0 | 0  | 0 | 0 | 0  | 0  | 0  | 0 |                                                                         |

| 2026. június 16. |

|  | 19. mérkőzés |  |
|  | ------------ |  |
|  |              |  |

| Arrowhead Stadion, Kansas City |

| 2026. június 16. |

|  | 20. mérkőzés |  |
|  | ------------ |  |
|  |              |  |

| Levi’s Stadion, Santa Clara |

| 2026. június 22. |

|  | 43. mérkőzés |  |
|  | ------------ |  |
|  |              |  |

| AT&T Stadion, Arlington |

| 2026. június 22. |

|  | 44. mérkőzés |  |
|  | ------------ |  |
|  |              |  |

| Levi’s Stadion, Santa Clara |

| 2026. június 27. |

|  | 69. mérkőzés |  |
|  | ------------ |  |
|  |              |  |

| Arrowhead Stadion, Kansas City |

| 2026. június 27. |

|  | 70. mérkőzés |  |
|  | ------------ |  |
|  |              |  |

| AT&T Stadion, Arlington |

### K csoport
| Hely. | Csapat | M | Gy | D | V | G+ | G– | Gk | P |                                                                         |
| ----- | ------ | - | -- | - | - | -- | -- | -- | - | ----------------------------------------------------------------------- |
| 1.    | K1     | 0 | 0  | 0 | 0 | 0  | 0  | 0  | 0 | Továbbjut az egyenes kieséses szakaszba                                 |
| 2.    | K2     | 0 | 0  | 0 | 0 | 0  | 0  | 0  | 0 | Továbbjut az egyenes kieséses szakaszba                                 |
| 3.    | K3     | 0 | 0  | 0 | 0 | 0  | 0  | 0  | 0 | Lehetséges továbbjutó az egyenes kieséses szakaszba csoportharmadikként |
| 4.    | K4     | 0 | 0  | 0 | 0 | 0  | 0  | 0  | 0 |                                                                         |

| 2026. június 17. |

|  | 23. mérkőzés |  |
|  | ------------ |  |
|  |              |  |

| NRG Stadion, Houston |

| 2026. június 17. |

|  | 24. mérkőzés |  |
|  | ------------ |  |
|  |              |  |

| Estadio Azteca, Mexikóváros |

| 2026. június 23. |

|  | 47. mérkőzés |  |
|  | ------------ |  |
|  |              |  |

| NRG Stadion, Houston |

| 2026. június 23. |

|  | 48. mérkőzés |  |
|  | ------------ |  |
|  |              |  |

| Estadio Akron, Zapopan |

| 2026. június 27. |

|  | 71. mérkőzés |  |
|  | ------------ |  |
|  |              |  |

| Hard Rock Stadion, Miami Gardens |

| 2026. június 27. |

|  | 72. mérkőzés |  |
|  | ------------ |  |
|  |              |  |

| Mercedes-Benz Stadion, Atlanta |

### L csoport
| Hely. | Csapat | M | Gy | D | V | G+ | G– | Gk | P |                                                                         |
| ----- | ------ | - | -- | - | - | -- | -- | -- | - | ----------------------------------------------------------------------- |
| 1.    | L1     | 0 | 0  | 0 | 0 | 0  | 0  | 0  | 0 | Továbbjut az egyenes kieséses szakaszba                                 |
| 2.    | L2     | 0 | 0  | 0 | 0 | 0  | 0  | 0  | 0 | Továbbjut az egyenes kieséses szakaszba                                 |
| 3.    | L3     | 0 | 0  | 0 | 0 | 0  | 0  | 0  | 0 | Lehetséges továbbjutó az egyenes kieséses szakaszba csoportharmadikként |
| 4.    | L4     | 0 | 0  | 0 | 0 | 0  | 0  | 0  | 0 |                                                                         |

| 2026. június 17. |

|  | 21. mérkőzés |  |
|  | ------------ |  |
|  |              |  |

| BMO Field, Toronto |

| 2026. június 17. |

|  | 22. mérkőzés |  |
|  | ------------ |  |
|  |              |  |

| AT&T Stadion, Arlington |

| 2026. június 23. |

|  | 45. mérkőzés |  |
|  | ------------ |  |
|  |              |  |

| Gillette Stadion, Foxborough |

| 2026. június 23. |

|  | 46. mérkőzés |  |
|  | ------------ |  |
|  |              |  |

| BMO Field, Toronto |

| 2026. június 27. |

|  | 67. mérkőzés |  |
|  | ------------ |  |
|  |              |  |

| MetLife Stadium, East Rutherford |

| 2026. június 27. |

|  | 68. mérkőzés |  |
|  | ------------ |  |
|  |              |  |

| Lincoln Financial Field, Philadelphia |

### Harmadik helyezett csapatok sorrendje
| Hely. | Cs | Csapat                       | M | Gy | D | V | G+ | G– | Gk | P | Továbbjutás                             |
| ----- | -- | ---------------------------- | - | -- | - | - | -- | -- | -- | - | --------------------------------------- |
| 1.    | A  | A csoport harmadik helyezett | 0 | 0  | 0 | 0 | 0  | 0  | 0  | 0 | Továbbjut az egyenes kieséses szakaszba |
| 2.    | B  | B csoport harmadik helyezett | 0 | 0  | 0 | 0 | 0  | 0  | 0  | 0 | Továbbjut az egyenes kieséses szakaszba |
| 3.    | C  | C csoport harmadik helyezett | 0 | 0  | 0 | 0 | 0  | 0  | 0  | 0 | Továbbjut az egyenes kieséses szakaszba |
| 4.    | D  | D csoport harmadik helyezett | 0 | 0  | 0 | 0 | 0  | 0  | 0  | 0 | Továbbjut az egyenes kieséses szakaszba |
| 5.    | E  | E csoport harmadik helyezett | 0 | 0  | 0 | 0 | 0  | 0  | 0  | 0 | Továbbjut az egyenes kieséses szakaszba |
| 6.    | F  | F csoport harmadik helyezett | 0 | 0  | 0 | 0 | 0  | 0  | 0  | 0 | Továbbjut az egyenes kieséses szakaszba |
| 7.    | G  | G csoport harmadik helyezett | 0 | 0  | 0 | 0 | 0  | 0  | 0  | 0 | Továbbjut az egyenes kieséses szakaszba |
| 8.    | H  | H csoport harmadik helyezett | 0 | 0  | 0 | 0 | 0  | 0  | 0  | 0 | Továbbjut az egyenes kieséses szakaszba |
| 9.    | I  | I csoport harmadik helyezett | 0 | 0  | 0 | 0 | 0  | 0  | 0  | 0 |                                         |
| 10.   | J  | J csoport harmadik helyezett | 0 | 0  | 0 | 0 | 0  | 0  | 0  | 0 |                                         |
| 11.   | K  | K csoport harmadik helyezett | 0 | 0  | 0 | 0 | 0  | 0  | 0  | 0 |                                         |
| 12.   | L  | L csoport harmadik helyezett | 0 | 0  | 0 | 0 | 0  | 0  | 0  | 0 |                                         |

## Egyenes kieséses szakasz
|  |                              |               |                             |  |  |                              |                          |                          |                            |                            |                            |              |              |  |  |           |           |           |  |  |       |       |       |
|  | 32-es főtábla                | 32-es főtábla | 32-es főtábla               |  |  | Nyolcaddöntők                | Nyolcaddöntők            | Nyolcaddöntők            |                            |                            | Negyeddöntők               | Negyeddöntők | Negyeddöntők |  |  | Elődöntők | Elődöntők | Elődöntők |  |  | Döntő | Döntő | Döntő |
|  | 32-es főtábla                | 32-es főtábla | 32-es főtábla               |  |  | Nyolcaddöntők                | Nyolcaddöntők            | Nyolcaddöntők            |                            |                            | Negyeddöntők               | Negyeddöntők | Negyeddöntők |  |  | Elődöntők | Elődöntők | Elődöntők |  |  | Döntő | Döntő | Döntő |
|  | június 29. – Foxborough      |               |                             |  |  |                              |                          |                          |                            |                            |                            |              |              |  |  |           |           |           |  |  |       |       |       |
|  |                              |               |                             |  |  |                              |                          |                          |                            |                            |                            |              |              |  |  |           |           |           |  |  |       |       |       |
|  | E1                           |               |                             |  |  |                              |                          |                          |                            |                            |                            |              |              |  |  |           |           |           |  |  |       |       |       |
|  |                              |               | július 4. – Philadelphia    |  |  |                              |                          |                          |                            |                            |                            |              |              |  |  |           |           |           |  |  |       |       |       |
|  | A/B/C/D/F3                   |               |                             |  |  |                              |                          |                          |                            |                            |                            |              |              |  |  |           |           |           |  |  |       |       |       |
|  |                              |               |                             |  |  |                              |                          |                          |                            |                            |                            |              |              |  |  |           |           |           |  |  |       |       |       |
|  | június 30. – East Rutherford |               |                             |  |  |                              |                          |                          |                            |                            |                            |              |              |  |  |           |           |           |  |  |       |       |       |
|  |                              |               |                             |  |  |                              |                          |                          |                            |                            |                            |              |              |  |  |           |           |           |  |  |       |       |       |
|  | I1                           |               |                             |  |  |                              |                          |                          |                            |                            |                            |              |              |  |  |           |           |           |  |  |       |       |       |
|  |                              |               |                             |  |  | július 9. – Foxborough       |                          |                          |                            |                            |                            |              |              |  |  |           |           |           |  |  |       |       |       |
|  | C/D/F/G/H3                   |               |                             |  |  |                              |                          |                          |                            |                            |                            |              |              |  |  |           |           |           |  |  |       |       |       |
|  |                              |               |                             |  |  |                              |                          |                          |                            |                            |                            |              |              |  |  |           |           |           |  |  |       |       |       |
|  | június 28. – Inglewood       |               |                             |  |  |                              |                          |                          |                            |                            |                            |              |              |  |  |           |           |           |  |  |       |       |       |
|  |                              |               |                             |  |  |                              |                          |                          |                            |                            |                            |              |              |  |  |           |           |           |  |  |       |       |       |
|  | A2                           |               |                             |  |  |                              |                          |                          |                            |                            |                            |              |              |  |  |           |           |           |  |  |       |       |       |
|  |                              |               | július 4. – Houston         |  |  |                              |                          |                          |                            |                            |                            |              |              |  |  |           |           |           |  |  |       |       |       |
|  | B2                           |               |                             |  |  |                              |                          |                          |                            |                            |                            |              |              |  |  |           |           |           |  |  |       |       |       |
|  |                              |               |                             |  |  |                              |                          |                          |                            |                            |                            |              |              |  |  |           |           |           |  |  |       |       |       |
|  | június 29. – Guadalupe       |               |                             |  |  |                              |                          |                          |                            |                            |                            |              |              |  |  |           |           |           |  |  |       |       |       |
|  |                              |               |                             |  |  |                              |                          |                          |                            |                            |                            |              |              |  |  |           |           |           |  |  |       |       |       |
|  | F1                           |               |                             |  |  |                              |                          |                          |                            |                            |                            |              |              |  |  |           |           |           |  |  |       |       |       |
|  |                              |               |                             |  |  | július 14. – Arlington       |                          |                          |                            |                            |                            |              |              |  |  |           |           |           |  |  |       |       |       |
|  | C2                           |               |                             |  |  |                              |                          |                          |                            |                            |                            |              |              |  |  |           |           |           |  |  |       |       |       |
|  |                              |               |                             |  |  |                              |                          |                          |                            |                            |                            |              |              |  |  |           |           |           |  |  |       |       |       |
|  | július 2. – Toronto          |               |                             |  |  |                              |                          |                          |                            |                            |                            |              |              |  |  |           |           |           |  |  |       |       |       |
|  |                              |               |                             |  |  |                              |                          |                          |                            |                            |                            |              |              |  |  |           |           |           |  |  |       |       |       |
|  | K2                           |               |                             |  |  |                              |                          |                          |                            |                            |                            |              |              |  |  |           |           |           |  |  |       |       |       |
|  |                              |               | július 6. – Arlington       |  |  |                              |                          |                          |                            |                            |                            |              |              |  |  |           |           |           |  |  |       |       |       |
|  | L2                           |               |                             |  |  |                              |                          |                          |                            |                            |                            |              |              |  |  |           |           |           |  |  |       |       |       |
|  |                              |               |                             |  |  |                              |                          |                          |                            |                            |                            |              |              |  |  |           |           |           |  |  |       |       |       |
|  | július 2. – Inglewood        |               |                             |  |  |                              |                          |                          |                            |                            |                            |              |              |  |  |           |           |           |  |  |       |       |       |
|  |                              |               |                             |  |  |                              |                          |                          |                            |                            |                            |              |              |  |  |           |           |           |  |  |       |       |       |
|  | H1                           |               |                             |  |  |                              |                          |                          |                            |                            |                            |              |              |  |  |           |           |           |  |  |       |       |       |
|  |                              |               |                             |  |  | július 10. – Inglewood       |                          |                          |                            |                            |                            |              |              |  |  |           |           |           |  |  |       |       |       |
|  | J2                           |               |                             |  |  |                              |                          |                          |                            |                            |                            |              |              |  |  |           |           |           |  |  |       |       |       |
|  |                              |               |                             |  |  |                              |                          |                          |                            |                            |                            |              |              |  |  |           |           |           |  |  |       |       |       |
|  | július 1. – Santa Clara      |               |                             |  |  |                              |                          |                          |                            |                            |                            |              |              |  |  |           |           |           |  |  |       |       |       |
|  |                              |               |                             |  |  |                              |                          |                          |                            |                            |                            |              |              |  |  |           |           |           |  |  |       |       |       |
|  | D1                           |               |                             |  |  |                              |                          |                          |                            |                            |                            |              |              |  |  |           |           |           |  |  |       |       |       |
|  |                              |               | július 6. – Seattle         |  |  |                              |                          |                          |                            |                            |                            |              |              |  |  |           |           |           |  |  |       |       |       |
|  | B/E/F/I/J3                   |               |                             |  |  |                              |                          |                          |                            |                            |                            |              |              |  |  |           |           |           |  |  |       |       |       |
|  |                              |               |                             |  |  |                              |                          |                          |                            |                            |                            |              |              |  |  |           |           |           |  |  |       |       |       |
|  | július 1. – Seattle          |               |                             |  |  |                              |                          |                          |                            |                            |                            |              |              |  |  |           |           |           |  |  |       |       |       |
|  |                              |               |                             |  |  |                              |                          |                          |                            |                            |                            |              |              |  |  |           |           |           |  |  |       |       |       |
|  | G1                           |               |                             |  |  |                              |                          |                          |                            |                            |                            |              |              |  |  |           |           |           |  |  |       |       |       |
|  |                              |               |                             |  |  | július 19. – East Rutherford |                          |                          |                            |                            |                            |              |              |  |  |           |           |           |  |  |       |       |       |
|  | A/E/H/I/J3                   |               |                             |  |  |                              |                          |                          |                            |                            |                            |              |              |  |  |           |           |           |  |  |       |       |       |
|  |                              |               |                             |  |  |                              |                          |                          |                            |                            |                            |              |              |  |  |           |           |           |  |  |       |       |       |
|  | június 29. – Houston         |               |                             |  |  |                              |                          |                          |                            |                            |                            |              |              |  |  |           |           |           |  |  |       |       |       |
|  |                              |               |                             |  |  |                              |                          |                          |                            |                            |                            |              |              |  |  |           |           |           |  |  |       |       |       |
|  | C1                           |               |                             |  |  |                              |                          |                          |                            |                            |                            |              |              |  |  |           |           |           |  |  |       |       |       |
|  |                              |               | július 5. – East Rutherford |  |  |                              |                          |                          |                            |                            |                            |              |              |  |  |           |           |           |  |  |       |       |       |
|  | F2                           |               |                             |  |  |                              |                          |                          |                            |                            |                            |              |              |  |  |           |           |           |  |  |       |       |       |
|  |                              |               |                             |  |  |                              |                          |                          |                            |                            |                            |              |              |  |  |           |           |           |  |  |       |       |       |
|  | június 30. – Arlington       |               |                             |  |  |                              |                          |                          |                            |                            |                            |              |              |  |  |           |           |           |  |  |       |       |       |
|  |                              |               |                             |  |  |                              |                          |                          |                            |                            |                            |              |              |  |  |           |           |           |  |  |       |       |       |
|  | E2                           |               |                             |  |  |                              |                          |                          |                            |                            |                            |              |              |  |  |           |           |           |  |  |       |       |       |
|  |                              |               |                             |  |  | július 11. – Miami Gardens   |                          |                          |                            |                            |                            |              |              |  |  |           |           |           |  |  |       |       |       |
|  | I2                           |               |                             |  |  |                              |                          |                          |                            |                            |                            |              |              |  |  |           |           |           |  |  |       |       |       |
|  |                              |               |                             |  |  |                              |                          |                          |                            |                            |                            |              |              |  |  |           |           |           |  |  |       |       |       |
|  | június 30. – Mexikóváros     |               |                             |  |  |                              |                          |                          |                            |                            |                            |              |              |  |  |           |           |           |  |  |       |       |       |
|  |                              |               |                             |  |  |                              |                          |                          |                            |                            |                            |              |              |  |  |           |           |           |  |  |       |       |       |
|  | A1                           |               |                             |  |  |                              |                          |                          |                            |                            |                            |              |              |  |  |           |           |           |  |  |       |       |       |
|  |                              |               | július 5. – Mexikóváros     |  |  |                              |                          |                          |                            |                            |                            |              |              |  |  |           |           |           |  |  |       |       |       |
|  | C/E/F/H/I3                   |               |                             |  |  |                              |                          |                          |                            |                            |                            |              |              |  |  |           |           |           |  |  |       |       |       |
|  |                              |               |                             |  |  |                              |                          |                          |                            |                            |                            |              |              |  |  |           |           |           |  |  |       |       |       |
|  | július 1. – Atlanta          |               |                             |  |  |                              |                          |                          |                            |                            |                            |              |              |  |  |           |           |           |  |  |       |       |       |
|  |                              |               |                             |  |  |                              |                          |                          |                            |                            |                            |              |              |  |  |           |           |           |  |  |       |       |       |
|  | L1                           |               |                             |  |  |                              |                          |                          |                            |                            |                            |              |              |  |  |           |           |           |  |  |       |       |       |
|  |                              |               |                             |  |  | július 15. – Atlanta         |                          |                          |                            |                            |                            |              |              |  |  |           |           |           |  |  |       |       |       |
|  | E/H/I/J/K3                   |               |                             |  |  |                              |                          |                          |                            |                            |                            |              |              |  |  |           |           |           |  |  |       |       |       |
|  |                              |               |                             |  |  |                              |                          |                          |                            |                            |                            |              |              |  |  |           |           |           |  |  |       |       |       |
|  | július 3. – Miami Gardens    |               |                             |  |  |                              |                          |                          |                            |                            |                            |              |              |  |  |           |           |           |  |  |       |       |       |
|  |                              |               |                             |  |  |                              |                          |                          |                            |                            |                            |              |              |  |  |           |           |           |  |  |       |       |       |
|  | J1                           |               |                             |  |  |                              |                          |                          |                            |                            |                            |              |              |  |  |           |           |           |  |  |       |       |       |
|  |                              |               | július 7. – Atlanta         |  |  |                              |                          |                          |                            |                            |                            |              |              |  |  |           |           |           |  |  |       |       |       |
|  | H2                           |               |                             |  |  |                              |                          |                          |                            |                            |                            |              |              |  |  |           |           |           |  |  |       |       |       |
|  |                              |               |                             |  |  |                              |                          |                          |                            |                            |                            |              |              |  |  |           |           |           |  |  |       |       |       |
|  | július 3. – Arlington        |               |                             |  |  |                              |                          |                          |                            |                            |                            |              |              |  |  |           |           |           |  |  |       |       |       |
|  |                              |               |                             |  |  |                              |                          | Bronzmérkőzés            |                            |                            |                            |              |              |  |  |           |           |           |  |  |       |       |       |
|  | D2                           |               |                             |  |  |                              |                          |                          |                            |                            |                            |              |              |  |  |           |           |           |  |  |       |       |       |
|  |                              |               |                             |  |  | július 11. – Kansas City     | július 11. – Kansas City | július 11. – Kansas City | július 18. – Miami Gardens | július 18. – Miami Gardens | július 18. – Miami Gardens |              |              |  |  |           |           |           |  |  |       |       |       |
|  | G2                           |               |                             |  |  | július 11. – Kansas City     | július 11. – Kansas City | július 11. – Kansas City | július 18. – Miami Gardens | július 18. – Miami Gardens | július 18. – Miami Gardens |              |              |  |  |           |           |           |  |  |       |       |       |
|  |                              |               |                             |  |  |                              |                          |                          |                            |                            |                            |              |              |  |  |           |           |           |  |  |       |       |       |
|  | július 2. – Vancouver        |               |                             |  |  |                              |                          |                          |                            |                            |                            |              |              |  |  |           |           |           |  |  |       |       |       |
|  |                              |               |                             |  |  |                              |                          |                          |                            |                            |                            |              |              |  |  |           |           |           |  |  |       |       |       |
|  | B1                           |               |                             |  |  |                              |                          |                          |                            |                            |                            |              |              |  |  |           |           |           |  |  |       |       |       |
|  |                              |               | július 7. – Vancouver       |  |  |                              |                          |                          |                            |                            |                            |              |              |  |  |           |           |           |  |  |       |       |       |
|  | E/F/G/I/J3                   |               |                             |  |  |                              |                          |                          |                            |                            |                            |              |              |  |  |           |           |           |  |  |       |       |       |
|  |                              |               |                             |  |  |                              |                          |                          |                            |                            |                            |              |              |  |  |           |           |           |  |  |       |       |       |
|  | július 3. – Kansas City      |               |                             |  |  |                              |                          |                          |                            |                            |                            |              |              |  |  |           |           |           |  |  |       |       |       |
|  |                              |               |                             |  |  |                              |                          |                          |                            |                            |                            |              |              |  |  |           |           |           |  |  |       |       |       |
|  | K1                           |               |                             |  |  |                              |                          |                          |                            |                            |                            |              |              |  |  |           |           |           |  |  |       |       |       |
|  |                              |               |                             |  |  |                              |                          |                          |                            |                            |                            |              |              |  |  |           |           |           |  |  |       |       |       |
|  | D/E/I/J/L3                   |               |                             |  |  |                              |                          |                          |                            |                            |                            |              |              |  |  |           |           |           |  |  |       |       |       |
|  |                              |               |                             |  |  |                              |                          |                          |                            |                            |                            |              |              |  |  |           |           |           |  |  |       |       |       |

### 32-es főtábla
| 2026. június 28. |

| A2 | 73. mérkőzés | B2 |
| -- | ------------ | -- |
|    |              |    |

| SoFi Stadion, Inglewood |

| 2026. június 29. |

| E1 | 74. mérkőzés | A/B/C/D/F3 |
| -- | ------------ | ---------- |
|    |              |            |

| Gillette Stadion, Foxborough |

| 2026. június 29. |

| F1 | 75. mérkőzés | C2 |
| -- | ------------ | -- |
|    |              |    |

| Estadio BBVA Bancomer, Guadalupe |

| 2026. június 29. |

| C1 | 76. mérkőzés | F2 |
| -- | ------------ | -- |
|    |              |    |

| NRG Stadion, Houston |

| 2026. június 30. |

| I1 | 77. mérkőzés | C/D/F/G/H3 |
| -- | ------------ | ---------- |
|    |              |            |

| MetLife Stadium, East Rutherford |

| 2026. június 30. |

| E2 | 78. mérkőzés | I2 |
| -- | ------------ | -- |
|    |              |    |

| AT&T Stadion, Arlington |

| 2026. június 30. |

| A1 | 79. mérkőzés | C/E/F/H/I3 |
| -- | ------------ | ---------- |
|    |              |            |

| Estadio Azteca, Mexikóváros |

| 2026. július 1. |

| L1 | 80. mérkőzés | E/H/I/J/K3 |
| -- | ------------ | ---------- |
|    |              |            |

| Mercedes-Benz Stadion, Atlanta |

| 2026. július 1. |

| D1 | 81. mérkőzés | B/E/F/I/J3 |
| -- | ------------ | ---------- |
|    |              |            |

| Levi’s Stadion, Santa Clara |

| 2026. július 1. |

| G1 | 82. mérkőzés | A/E/H/I/J3 |
| -- | ------------ | ---------- |
|    |              |            |

| Lumen Field, Seattle |

| 2026. július 2. |

| K2 | 83. mérkőzés | L2 |
| -- | ------------ | -- |
|    |              |    |

| BMO Field, Toronto |

| 2026. július 2. |

| H1 | 84. mérkőzés | J2 |
| -- | ------------ | -- |
|    |              |    |

| SoFi Stadion, Inglewood |

| 2026. július 2. |

| B1 | 85. mérkőzés | E/F/G/I/J3 |
| -- | ------------ | ---------- |
|    |              |            |

| BC Place Stadion, Vancouver |

| 2026. július 3. |

| J1 | 86. mérkőzés | H2 |
| -- | ------------ | -- |
|    |              |    |

| Hard Rock Stadion, Miami Gardens |

| 2026. július 3. |

| K1 | 87. mérkőzés | D/E/I/J/L3 |
| -- | ------------ | ---------- |
|    |              |            |

| Arrowhead Stadion, Kansas City |

| 2026. július 3. |

| D2 | 88. mérkőzés | G2 |
| -- | ------------ | -- |
|    |              |    |

| AT&T Stadion, Arlington |

### Nyolcaddöntők
| 2026. július 4. |

| 74. mérkőzés győztese | 89. mérkőzés | 77. mérkőzés győztese |
| --------------------- | ------------ | --------------------- |
|                       |              |                       |

| Lincoln Financial Field, Philadelphia |

| 2026. július 4. |

| 73. mérkőzés győztese | 90. mérkőzés | 75. mérkőzés győztese |
| --------------------- | ------------ | --------------------- |
|                       |              |                       |

| NRG Stadion, Houston |

| 2026. július 5. |

| 76. mérkőzés győztese | 91. mérkőzés | 78. mérkőzés győztese |
| --------------------- | ------------ | --------------------- |
|                       |              |                       |

| MetLife Stadium, East Rutherford |

| 2026. július 5. |

| 79. mérkőzés győztese | 92. mérkőzés | 80. mérkőzés győztese |
| --------------------- | ------------ | --------------------- |
|                       |              |                       |

| Estadio Azteca, Mexikóváros |

| 2026. július 6. |

| 83. mérkőzés győztese | 93. mérkőzés | 84. mérkőzés győztese |
| --------------------- | ------------ | --------------------- |
|                       |              |                       |

| AT&T Stadion, Arlington |

| 2026. július 6. |

| 81. mérkőzés győztese | 94. mérkőzés | 82. mérkőzés győztese |
| --------------------- | ------------ | --------------------- |
|                       |              |                       |

| Lumen Field, Seattle |

| 2026. július 7. |

| 86. mérkőzés győztese | 95. mérkőzés | 88. mérkőzés győztese |
| --------------------- | ------------ | --------------------- |
|                       |              |                       |

| Mercedes-Benz Stadion, Atlanta |

| 2026. július 7. |

| 85. mérkőzés győztese | 96. mérkőzés | 87. mérkőzés győztese |
| --------------------- | ------------ | --------------------- |
|                       |              |                       |

| BC Place Stadion, Vancouver |

### Negyeddöntők
| 2026. július 9. |

| 89. mérkőzés győztese | 97. mérkőzés | 90. mérkőzés győztese |
| --------------------- | ------------ | --------------------- |
|                       |              |                       |

| Gillette Stadion, Foxborough |

| 2026. július 10. |

| 93. mérkőzés győztese | 98. mérkőzés | 94. mérkőzés győztese |
| --------------------- | ------------ | --------------------- |
|                       |              |                       |

| SoFi Stadion, Inglewood |

| 2026. július 11. |

| 91. mérkőzés győztese | 99. mérkőzés | 92. mérkőzés győztese |
| --------------------- | ------------ | --------------------- |
|                       |              |                       |

| Hard Rock Stadion, Miami Gardens |

| 2026. július 11. |

| 95. mérkőzés győztese | 100. mérkőzés | 96. mérkőzés győztese |
| --------------------- | ------------- | --------------------- |
|                       |               |                       |

| Arrowhead Stadion, Kansas City |

### Elődöntők
| 2026. július 14. |

| 97. mérkőzés győztese | 101. mérkőzés | 98. mérkőzés győztese |
| --------------------- | ------------- | --------------------- |
|                       |               |                       |

| AT&T Stadion, Arlington |

| 2026. július 15. |

| 99. mérkőzés győztese | 102. mérkőzés | 100. mérkőzés győztese |
| --------------------- | ------------- | ---------------------- |
|                       |               |                        |

| Mercedes-Benz Stadion, Atlanta |

### Bronzmérkőzés
| 2026. július 18. |

| 101. mérkőzés vesztese | 103. mérkőzés | 102. mérkőzés vesztese |
| ---------------------- | ------------- | ---------------------- |
|                        |               |                        |

| Hard Rock Stadion, Miami Gardens |

### Döntő
| 2026. július 19. |

| 101. mérkőzés győztese | 104. mérkőzés | 102. mérkőzés győztese |
| ---------------------- | ------------- | ---------------------- |
|                        |               |                        |

| MetLife Stadium, East Rutherford |

## Marketing
A torna logóját 2023. május 17-én mutatták be a Los Angeles-i Griffith Obszervatóriumban. Az előtérben a világbajnoki trófea látható, a háttérben pedig egymáson a kettes és a hatos szám. Először szerepelt egy fénykép a trófeáról egy torna logóján, korábban mindig a design részeként, az adott torna stílusában szerepelt. Mindegyik házigazda város is rendelkezik saját designjával és színvilágával. A logót negatívan fogadták, sokan úgy érezték, hogy egyáltalán nem kreatív vagy befejezetlennek tűnik. Jesús Ferreira amerikai válogatott labdarúgó viszont gyönyörűnek nevezte.

## Közvetítési jogok
- Bosznia-Hercegovina—BHRT, Moja TV[61]
- Brazília—TV Globo
- Bulgária—NOVA[62]
- Dánia—DR, TV2[63]
- Egyesült Államok—Fox, Telemundo[64]
- Finnország—YLE, MTV[65]
- India—Sports18
- Kanada—CTV, TSN, RDS[66]
- Kolumbia—Caracol Televisión, RCN Televisión
- Magyarország — M4 Sport, M4 Sport+[67]
- Mexikó—TUDN, TV Azteca
- Norvégia—NRK, TV2[68]
- Svédország—SVT, TV4[65]